# دم‌تیغی عینکی
دم‌تیغی عینکی (نام علمی: Siptornis striaticollis) نام یک گونه از خانواده مرغان تنورساز است.